# Tvrdomestice
Tvrdomestice (Hongaars: Tordaméc) is een Slowaakse gemeente in de regio Nitra, en maakt deel uit van het district Topoľčany.
Tvrdomestice telt 483 inwoners.